# Clan Suwa

Emblema del clan Suwa

Il Clan Suwa (諏訪氏?, Suwa-shi) è stato un clan del Giappone feudale che dichiarava di discendere dal Seiwa Genji. 
Fu un potente clan della provincia dello Shinano, particolarmente durante il periodo Sengoku, quando ebbe molti scontri con il clan Takeda. I Suwa furono sconfitti e divennero vassalli dei Takeda per molto tempo, ma, dopo la loro caduta, tornarono indipendenti. I membri del clan divennero daimyō all'inizio del periodo Edo e tornarono a governare i domini Suwa nello Shinano.
La madre di Takeda Katsuyori fu Suwa Goryonin, figlia di Suwa Yorishige, che divenne una concubina di Takeda Shingen dopo l'assedio di Kuwabara.